# 索南札巴
索南札巴（藏語：བསོད་ནམས་གྲགས་པ，威利转写：bsod nams grags pa；1359年—1408年），《明史》上作锁南札思巴噫监藏，西藏歷史上帕木竹巴的第四代第悉，明代藏传佛教帕竹噶举派僧人，藏族。
释迦坚赞同父异母弟仁钦多吉的儿子，札巴絳曲的异母弟，被称为策细巴萨玛。从喇嘛丹巴索南坚赞受沙弥戒出家，后来受比丘戒，1369年，担任泽当寺法座。1381年，札巴絳曲让位索南札巴继承帕木竹巴的第悉。1385年，他又让位给了叔叔释迦仁钦的儿子札巴坚赞。1388年，明太祖封他为帕木竹巴灌顶国师，他后来担任京俄（藏語：སྤྱན་སྔ，威利转写：spyan snga），1405年辞去京俄职务，1408年，因病去世。